# Kiełcznica (dopływ Pilicy)
Kiełcznica – rzeka, prawy dopływ Pilicy o długości 13,9 km i powierzchni zlewni 45,4 km². Zlewnia rzeki znajduje się w trzech gminach: Poświętne, Odrzywół i Nowe Miasto nad Pilicą.

## Przebieg
Kiełcznica bierze swój początek między wsiami Gapinin i Dąbrowa. Jest zasilana szeregiem licznych rowów melioracyjnych odwadniających Błota Brudzewickie. Przepływa przez Różanną i Łęgonice Małe. Pomiędzy wspomnianymi wsiami płynie w swoim naturalnym korycie. Uchodzi do Pilicy poniżej Łęgonic Małych.

## Stan wód
Zlewnia Kiełcznicy znajduje się w jednolitej części wód powierzchniowych „Kiełcznica” (kod RW200015254792). Stan JCWP jest monitorowany w miejscowości Łęgonice Małe w ramach PMŚ. Według danych GIOŚ z lat 2016–2021 stan wód rzeki Kiełcznicy jest zły, ze względu na:
- stan makrobezkręgowców bentosowych (w III klasie);
- przekroczenia stężeń substancji priorytetowych: difenyloetery bromowane w biocie, rtęć w biocie, heptachlor w biocie, benzo(a)piren w wodzie[2].

## Błota Brudzewickie
Błota Brudzewickie są kompleksem łąk położonych pomiędzy wsiami: Brudzewice, Brudzewice-Kolonia, Gapinin, Dąbrowa, Różanna i Stanisławów. W przeszłości rozległe torfowisko, które zostało zmeliorowane na przełomie lat 60. i 70. ubiegłego wieku. Przed osuszeniem Błota Brudzewickie były torfowiskiem z występującymi tu wieloma rzadkimi gatunkami tu roślin i zwierząt. Gniazdowały tutaj bataliony, kuliki wielkie czy sokoły wędrowne. Obecnie awifauna pojawia się na Błotach nieregularnie i jest ściśle związana w występowaniem rozlewisk na łąkach, głównie wczesną wiosną.